# Aphyosemion calliurum
Aphyosemion calliurum es una especie de pez de la familia de los aplocheílidos en el orden de los ciprinodontiformes.

## Morfología
Los machos pueden alcanzar los 5 cm de longitud total.

## Distribución geográfica
Se encuentran rn África: sur de Benín y desde el sur de Nigeria hasta el sudoeste del Camerún.